# جراح‌ماهی آبی
جراح‌ماهی آبی (نام علمی: Paracanthurus hepatus) نام یک گونه از تیره جراح‌ماهیان است.